# شوتا یامادا
شوتا یامادا (انگلیسی: Shota Yamada؛ زادهٔ ۲۱ دسامبر ۱۹۹۴) بازیکن هاکی روی چمن اهل ژاپن است.